# Vassiliki

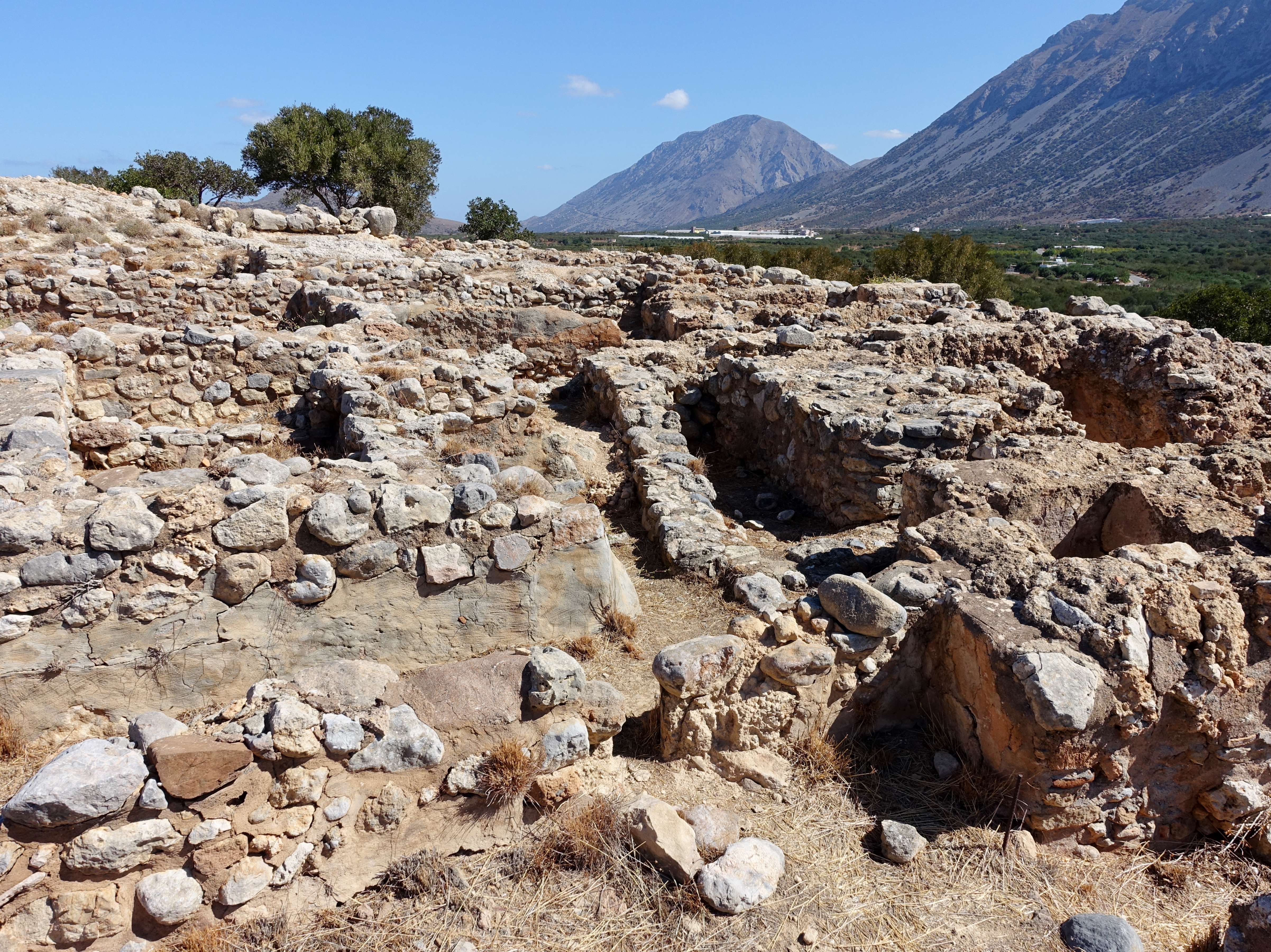
Ausgrabungsstätte von Vassiliki

Vassiliki (griechisch Βασιλική), auch Vasiliki, ist eine archäologische Ausgrabungsstätte im Nordosten der griechischen Insel Kreta. Sie befindet sich in der Gemeinde Ierapetra des Regionalbezirks Lasithi auf dem Isthmus von Ierapetra, etwa 500 Meter südöstlich des Ortes Vasiliki, nach dem sie benannt ist. Die auf einem Hügel (Κεφαλή Kefali) freigelegten Siedlungsreste stammen aus der frühminoischen über die mittel- bis in die spätminoische Zeit im 3. und 2. Jahrtausend v. Chr.

## Lage und Geschichte
Die minoische Siedlung von Vassiliki lag strategisch günstig im nördlichen Bereich des Isthmus von Ierapetra, etwa 3 Kilometer vom Kretischen Meer im Norden und 9,5 Kilometer vom Levantischen Meer im Süden entfernt. Von dort aus gelangt man zu beiden Meeren, ohne dabei Höhenzüge überqueren zu müssen, die an anderen Stellen Kretas Barrieren zwischen der Nord- und der Südküste bilden. Die Ausgrabungsstätte nimmt die Spitze und vornehmlich den Ostabhang eines kleinen Hügels ein, der sich 180 Meter westlich der Hauptverbindungsstraße von Pachia Ammos nach Ierapetra erhebt. Zum Eingang des umzäunten Geländes führt ein 100 Meter langer Weg, der nördlich an der Nebenstraße zum Ort Vasiliki beginnt.

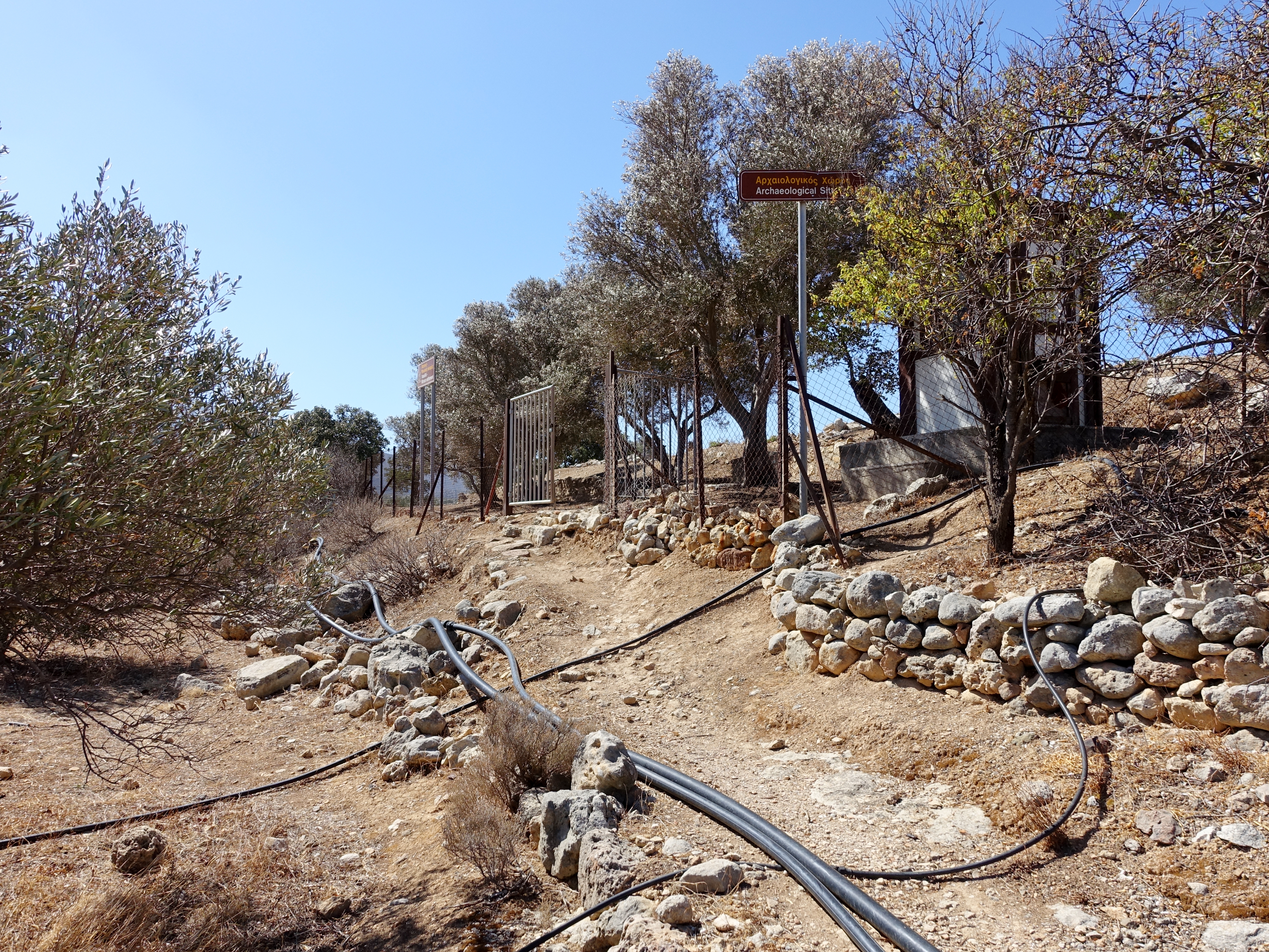
Eingang zur Ausgrabungsstätte

Der öffentliche Zugang zum 65 × 85 Meter großen Ausgrabungsgelände befindet sich am Fuß des Hügels im Nordosten. Von den Gebäuden der frühgeschichtlichen Siedlung sind nur noch die Grundmauern erhalten. Erste Ausgrabungen fanden 1903, 1904 und 1906 unter Richard Berry Seager statt, die Nikolaos Platon 1953 fortführte. Zu genaueren Untersuchungen der Fundstätte kam es 1970 bis 1982 und ab 1990 durch Antonis A. Zois. Während Seager die Gebäudereste, die er „Haus auf dem Hügel“ nannte, noch als einheitliches Bauwerk mit mehreren Flügeln interpretierte und für eine primitive Form des „minoischen Palastes“ mit Sitz eines Stammesführers hielt, konnte Zois nachweisen, dass die Siedlung mehrere Häuser aufeinanderfolgender Bauphasen aufwies, bis zu sechs dicht beieinanderstehende Häuser in beiden Abschnitten von Frühminoisch II (FM II).

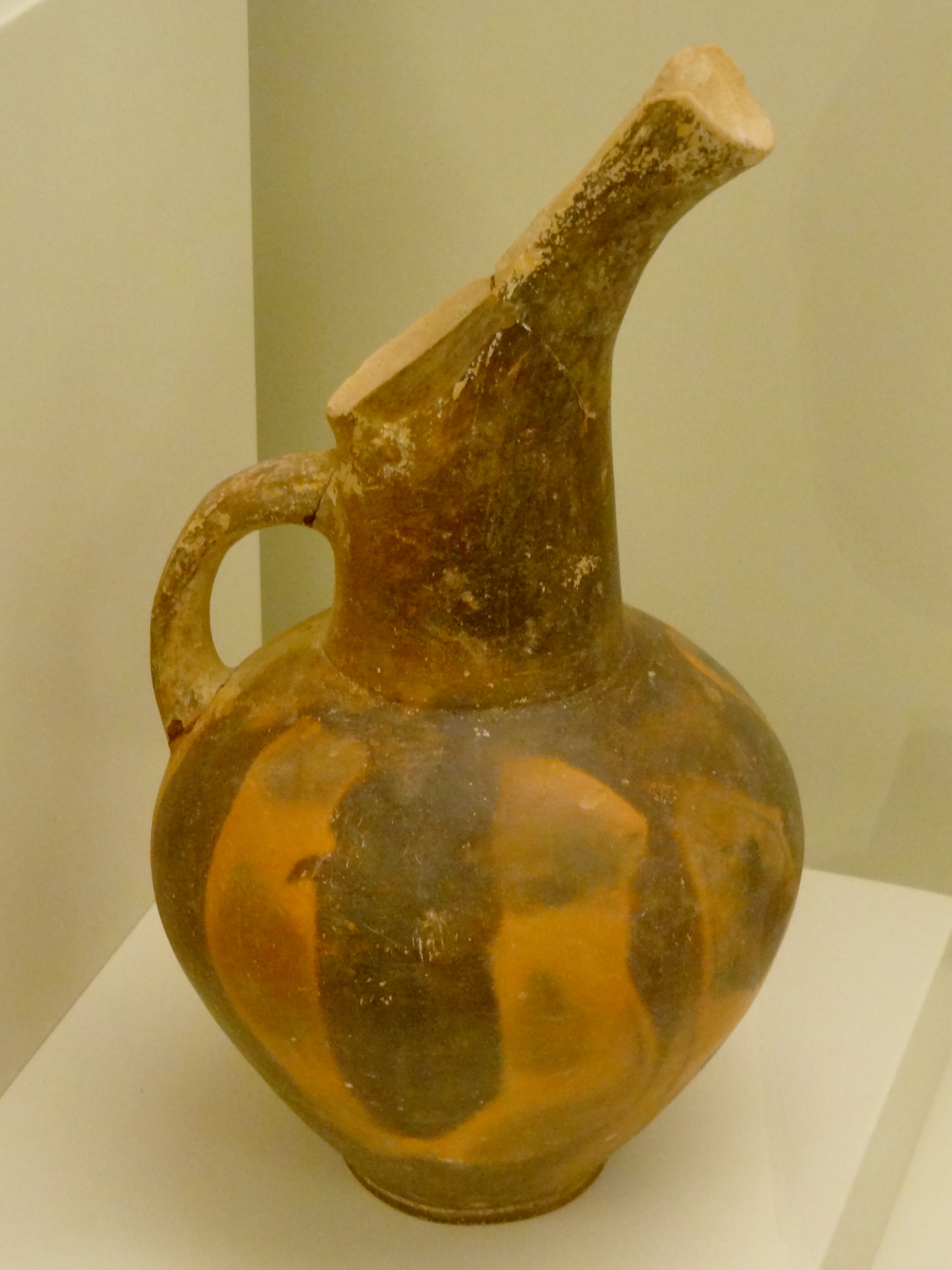
Schnabelkanne im Vassiliki-Stil

Das minoische Vassiliki entstand in der Zeit FM II A (ca. 2650 bis 2450/2400 v. Chr.) und bestand bis zum Ende von SM I A (ca. 1700/1675 bis 1625/1600 v. Chr.). Ihre größte Ausdehnung erreichte die Siedlung in der Phase MM I A (ca. 2200/2150 bis 1925/1900 v. Chr.). Ob die Siedlung weiter bis in SM III C (ca. 1200/1190 bis 1075/1050 v. Chr.) bewohnt war, ist unklar, da Seager 1906 zwar in der Nähe bei Agios Theodoros ein (heute nicht mehr vorhandenes) Tholosgrab aus dieser Kulturstufe entdeckte, das aber zeitlich und örtlich eher mit der 700 Meter westlich liegenden spätminoischen Siedlung Vassiliki Kephala korreliert.
Die frühesten Bauwerke von Vassiliki aus FM II A waren die nördlichen Häuser F und X und das Südgebäude unter dem späteren „Westhaus“, dem Südwestflügel bei Seager. Nach ihrer Zerstörung entstanden in FM II B (ca. 2450/2400 bis 2300/2250 v. Chr.) zunächst das „Rote Haus“ mit einem westlich daran angrenzenden
weitläufigen offenen Platz, später das „Westhaus“ und das „Südwesthaus“, die das gepflasterte Areal des Platzes partiell überlagerten. Zois vermutete, dass bis zu 200 Menschen in der Siedlung lebten. Aus FM II B stammen die meisten Fundstücke im Vassiliki-Stil, einem Keramikstil mit unterschiedlich gefärbter, geflammter Oberfläche, der nach der Ausgrabungsstätte benannt wurde, woher die frühesten Stücke stammen. Keramik im Vassiliki-Stil trat in diesem Zeitabschnitt dominierend im gesamten östlichen und südlichen Teil Kretas auf. Vermutlich gab es zwei Hauptproduktionsstätten, deren genaue Lage noch unbekannt ist.
Am Ende von FM II B wurde die Siedlung durch ein Feuer zerstört. Etwa zeitgleiche Zerstörungen der Siedlungen Fournou Koryfi und Myrtos Pyrgos an der Südküste sprechen für äußere Übergriffe. Vassiliki wurde weiter bewohnt und prosperierte in der Phase MM I A. Auch nach einem erneuten Brand in MM II B baute man die Siedlung wieder auf. Die Gebäude im nordöstlichen Bereich des Ausgrabungsgeländes stammen aus der spätminoischen Zeit SM I A. Für eine Besiedlung nach dieser Kulturstufe gibt es wenig Anhaltspunkte.

Ausgrabungsstätte
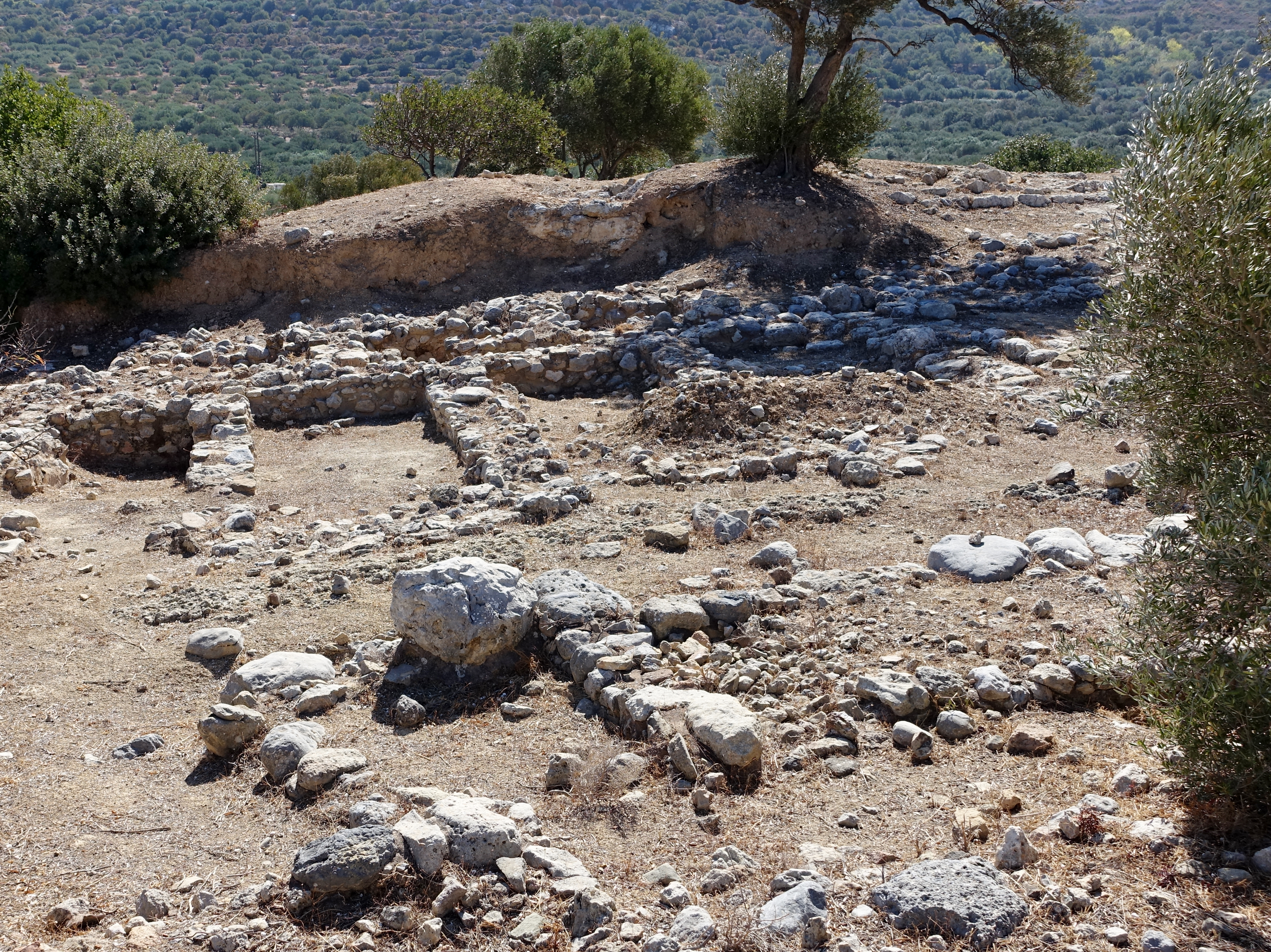
Nördliche Häuser aus FM II A
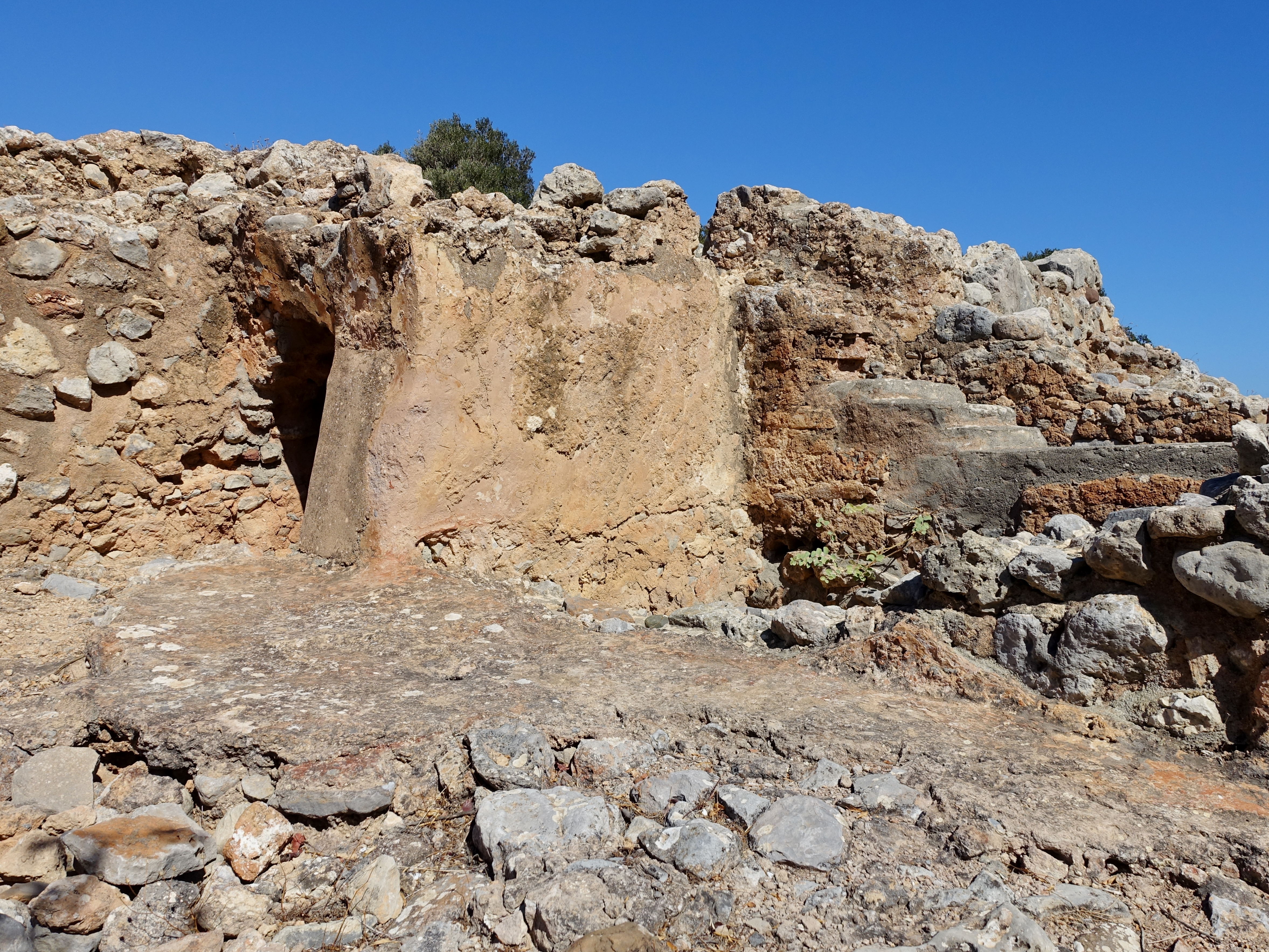
„Rotes Haus“ aus FM II B im Südosten
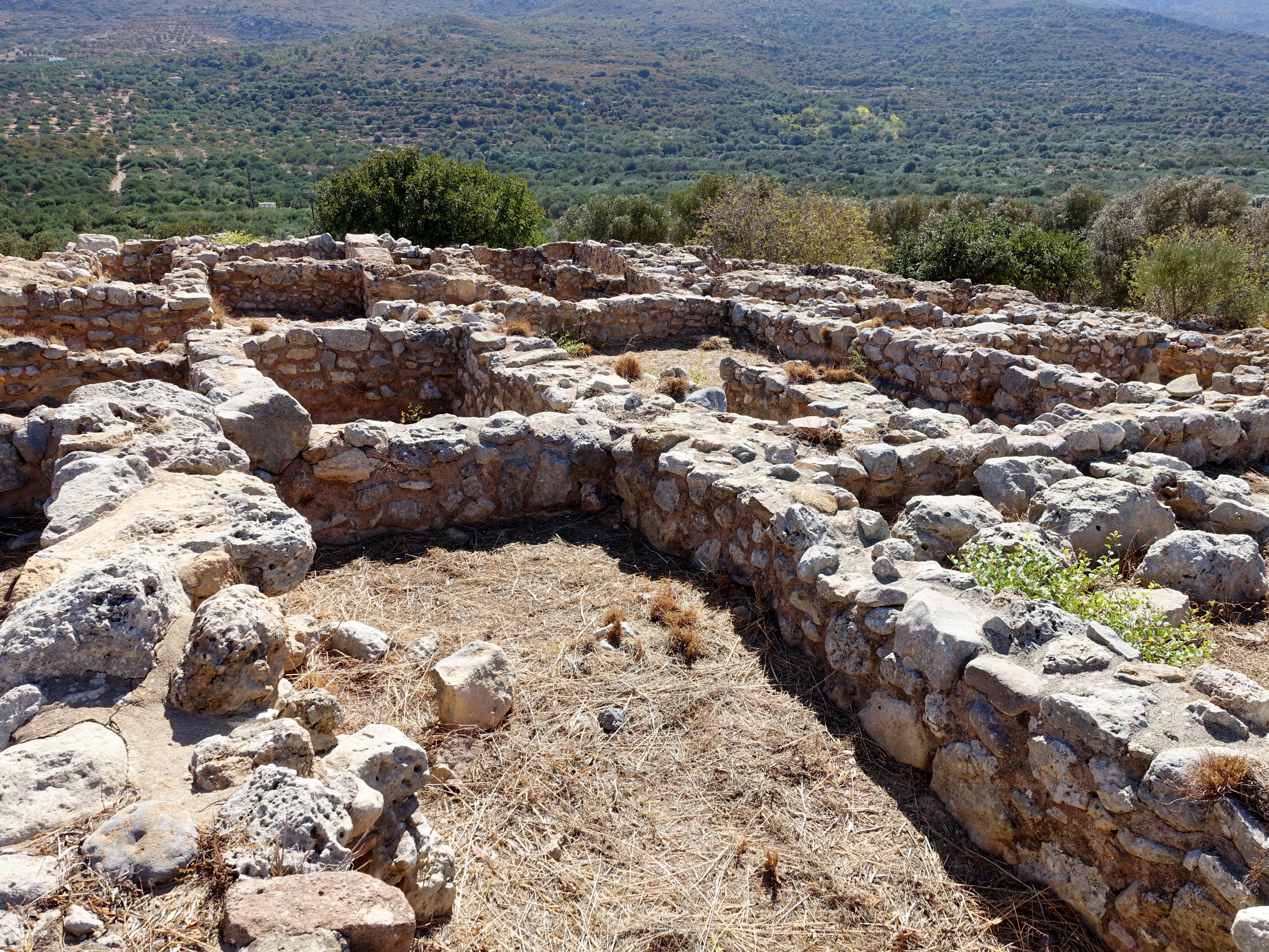
„Westhaus“ aus FM II B im Südwesten
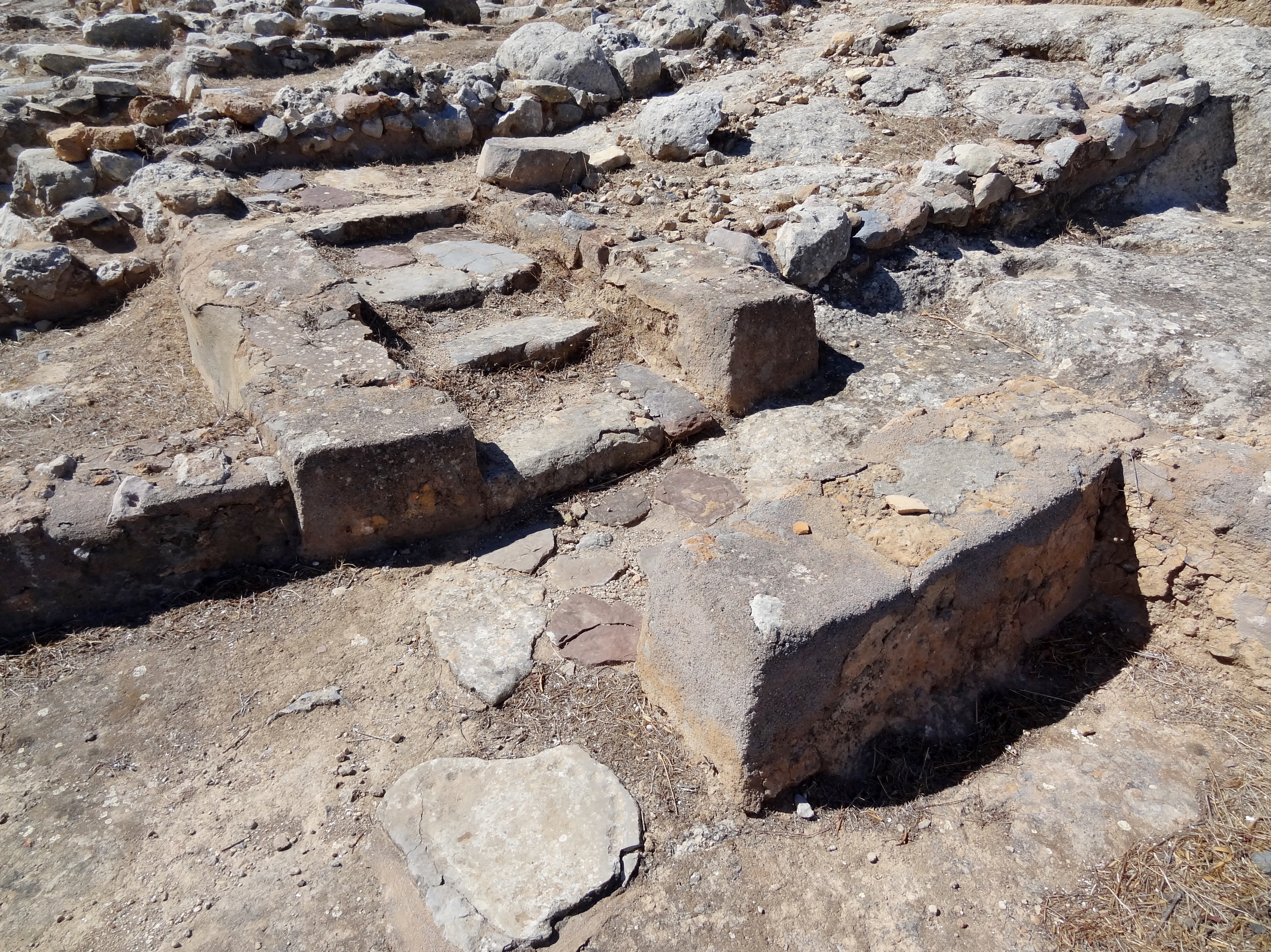
Haus aus SM I A im Nordosten